# バクダンキャンディー

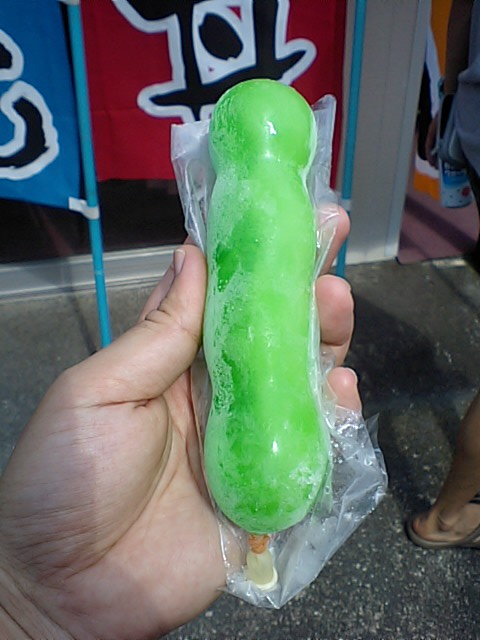
バクダンキャンディー。先端をはさみで切り落として食べる。

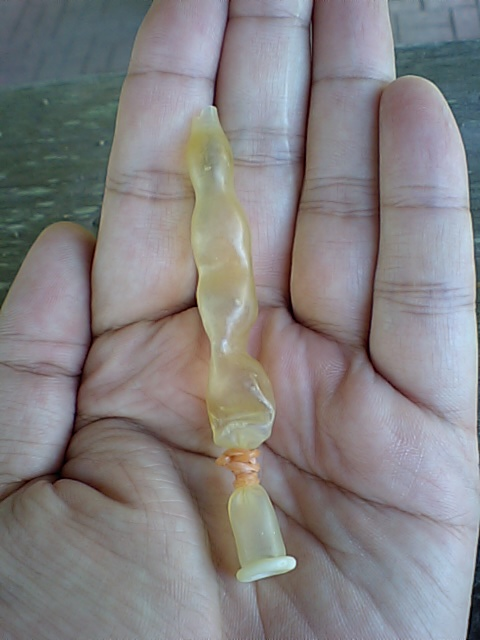
中身を食べた後のゴム袋。厚さ0.5ミリメートル程度である。

バクダンキャンディーとは、岡山県で生産されているゴム容器アイス。
2日間かけて作製された味付け原液を、特殊なゴム製容器に入れた氷菓子である。固結びされた端の部分をハサミで切り、内容物を少しずつ吸って食べる。1960年代に登場したポリエチレン詰清涼飲料の原型といえる。

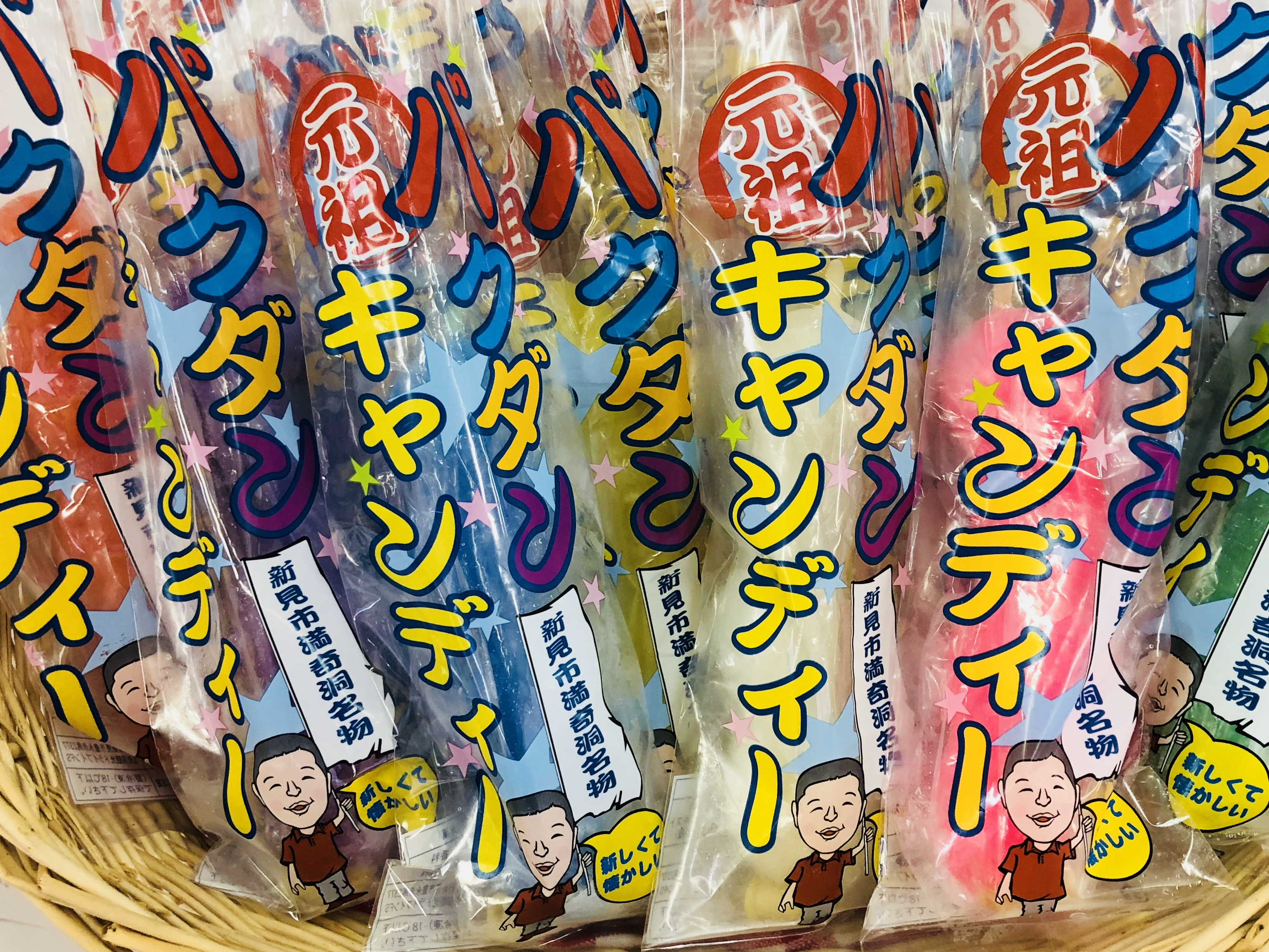
満奇洞観光ドライブインで売られている元祖バクダンキャンディー

祭りの露店などで販売されているが、発祥元である新見市の満奇洞観光ドライブインでは常時販売されている。味はソーダー味・イチゴ味・オレンジ味・レモン味・メロン味・グレープ味・ミルク味・コーヒー味の8種類が現在販売されている。
2009年現在、1本200円で販売されている。